# Leon Friederici
Leon Christopher Friederici (* 19. März 1995 in Berlin) ist ein deutscher Basketballspieler.

## Laufbahn
Friederici, dessen jüngere Brüder Vincent und Marc ebenfalls Leistungsbasketballspieler wurden, spielte ab dem siebten Lebensjahr in der Basketballabteilung des Berliner SC, später im Jugendbereich des DBV Charlottenburg, dann für den Basketball Berlin Süd e.V. in der Nachwuchs-Basketball-Bundesliga (NBBL). Im September 2013 wechselte er zum Mitteldeutschen BC, trainierte dort in der Profimannschaft mit und verstärkte die U19 des MBC in der NBBL.
Im Spieljahr 2014/15 war der 1,90 Meter messende Shooting Guard Mitglied der Mannschaft der SG Braunschweig in der 2. Bundesliga ProB, in der Sommerpause 2015 wechselte er zu den TSV Crailsheim Merlins, spielte vorrangig in der zweiten Herrenmannschaft, kam im Oktober 2015 aber auch zu seinem Einstand in der Basketball-Bundesliga. Fester Bestandteil von Crailsheims erster Mannschaft wurde Friederici jedoch nicht, im Dezember 2016 verließ er Crailsheim und schloss sich den Giants Nördlingen (2. Bundesliga ProB) an.
In der Sommerpause 2017 wurde er vom FC Schalke 04 (2. Bundesliga ProB) unter Vertrag genommen. Nach einem Jahr in Gelsenkirchen nahm Friederici im Juli 2018 in derselben Spielklasse ein Angebot der Wiha Panthers Schwenningen an. Nachdem er mit Schwenningen als Nachrücker in die 2. Bundesliga ProA aufgestiegen war, erhielt er im Juni 2019 eine Vertragsverlängerung. Im August 2020 unterschrieb er beim Zweitligisten Eisbären Bremerhaven einen Zweijahresvertrag. Er erzielte in der Saison 2020/21 einen Punkteschnitt von 12,2 je Begegnung und war damit in dieser statistischen Wertung zweitbester deutscher Spieler der Liga. Im Juni 2021 wurde Friederici vom Bundesligisten Mitteldeutscher BC unter Vertrag genommen und traf beim MBC auf seinen jüngeren Bruder Vincent. Leon Friederici wechselte im Dezember 2021 innerhalb der Bundesliga nach Heidelberg. Im Anschluss an die Saison 2021/22 schied er aus dem Aufgebot des Bundesligisten aus, wurde aber als Ersatz für den zurückgetretenen Albert Kuppe zurückgeholt. Nachdem er in der Saison 2022/23 nur zu einem kurzen Bundesliga-Einsatz gekommen war, verließ Friederici Heidelberg Mitte November 2022 und schloss sich den EPG Baskets Koblenz (2. Bundesliga ProB) an. Mit der Mannschaft wurde er 2023 Drittligameister, Friederici war mit 15,4 Punkten je Begegnung der beste Korbschütze der Koblenzer in der Saison 2022/23.